# Diana Budisavljević
Diana Budisavljević (née Obexer ; 15 janvier 1891 – 20 août 1978) est une personnalité de l'aide humanitaire d'origine autrichienne, qui mène une importante opération de secours en Yougoslavie pendant la Seconde Guerre mondiale.

## Enfance
Née à Innsbruck, Diana Obexer épouse le Dr Julije Budisavljević, un Serbe ethnique qui travaille en tant que médecin stagiaire à la clinique chirurgicale de la ville. En 1919, le Dr Budisavljević est nommé professeur de chirurgie à l'école de médecine de l'université de Zagreb, ce qui fait que le couple déménage à Zagreb, alors dans le royaume de Yougoslavie.

## Seconde Guerre mondiale
Au cours de la Seconde Guerre mondiale, la Yougoslavie est envahie par les forces de l'Axe en avril 1941 et l'État indépendant de Croatie, leur allié, commence une campagne génocidaire contre les Serbes, les Juifs et les Roms, en mettant en place de nombreux camps de concentration en Croatie. Après avoir appris le sort des enfants détenus dans le camp de Lobor-Grad en octobre 1941, en collaboration avec Marko Vidaković, Đuro Vukosavljević et d'autres, elle lance une campagne nommée Action Diana Budisavljević. L'Action prend soin des enfants serbes mais vient aussi en aide aux femmes dans les différents camps de concentration, y compris dans celui de Jasenovac,.
Avec l'aide de la communauté juive locale, qui est contrainte d'aider financièrement les prisonniers, son équipe envoie de la nourriture, des médicaments, des vêtements et de l'argent, d'abord à Lobor-Grad et, plus tard, dans un autre camp à Gornja Rijeka, tous deux situés au nord de Zagreb. Son équipe aide également les membres de la Croix-Rouge croate à la gare ferroviaire principale de Zagreb, en fournissant ce qu'il faut pour le voyage pour les personnes dans les trains qui s'y arrêtent sur leur chemin pour le travail forcé en Allemagne - certains de ces hommes, de ces femmes et de ces enfants retournent à Zagreb après des arrêts à Maribor et Linz et n'étant plus autorisés à voyager du fait de leur état de santé, ils sont pris en charge par la Croix-Rouge et l'Action. Au cours de ce travail, en mars 1942, Budisavljević rencontre l'infirmière en chef de la Croix-Rouge, Dragica Habazin, qui devient une de ses proches collaboratrices dans les mois et les années suivantes pour aider d'autres détenus à sortir des camps pour être relocalisés à Zagreb et dans les villes alentour.
Au début du mois de juillet 1942, avec l'aide de l'officier allemand Gustav von Koczian, elle obtient la permission écrite de sortir des enfants du camp d'extermination de Stara Gradiška. Avec l'aide du Ministère des Affaires Sociales, en particulier le professeur Kamilo Bresler, elle est en mesure de reloger des enfants détenus du camp à Zagreb, de Jastrebarsko et, plus tard, à Sisak.
Après les efforts de sauvetage à Stara Gradiška, Budisavljević, vêtue d'un uniforme d'infirmière de la Croix-Rouge, prend part au transport des enfants quittant Mlaka, Jablanac et Jasenovac. Plus de 6 000 enfants sont déplacés hors de ces camps par l'Action en juillet et août 1942. Après l'obtention d'une autorisation en août 1942 pour déplacer les enfants des institutions à Zagreb vers des familles d'accueil, elle travaille en collaboration avec la direction générale de la branche Caritas de l'archidiocèse de Zagreb qui rend possible le placement de milliers d'enfants dans des familles d'accueil, à Zagreb et dans les communautés rurales alentour.
Parmi les 15 536 enfants enregistrés par Budisavljević, 3 254 sont morts pendant le sauvetage, ou immédiatement après avoir quitté le camp, épuisés par la torture, la faim et la maladie, alors que plus de 12 000 enfants secourus ont survécu à la guerre. Onze membres de son équipe sont tués pendant la Seconde Guerre mondiale. Sur la base des listes de transport et d'autres sources, une carte-fichier des enfants est créée, qui contient en 1945 des informations sur environ 12 000 enfants. À la demande du Ministère de la Politique Sociale en mai 1945, elle leur remet la carte.

## Après-guerre
Budisavljević est presque oubliée après la guerre, parce que les autorités ne lui sont pas favorables. Elle vit à Zagreb avec son mari jusqu'en 1972, année où ils déménagent à Innsbruck. Elle meurt le 20 août 1978, âgée de 87 ans.

## Héritage
- La petite-fille de Budisavljević, Silvija Szabo, écrit que, après avoir vu une mention de sa mère dans un article de Vjesnik en 1980 où sa grand-mère est décrite comme une simple militante communiste de la Croix-Rouge, elle décide de lire le journal de cette dernière pour découvrir la vérité[11]. En 2003, les archives d'État croate éditent et publient le journal de temps de guerre de Budisavljević, traduit de l'allemand vers le croate par Silvija Szabo[12],[13].

- Un studio de production de film Hulahop basé à Zagre produit un documentaire sur Diana Budisavljević, intitulé Dianina lista, et produit par Dana Budisavljević et Miljenka Čogelja. Le documentaire remporte le EAVE European Producers Workshop du When East Meets West Forum en janvier 2012 dans la ville de Trieste[14].

- Le 15 février 2012, lors de la fête nationale serbe, le président de la République Boris Tadić décore Diana Budisavljević à titre posthume de la médaille de la Bravoure Miloš Obilić pour son courage et héroïsme personnel[1],[15].

- Le 18 octobre 2013, le patriarche Irénée de Serbie lui décerne à titre posthume la plus haute distinction de l'Église orthodoxe serbe : l'ordre de l'Impératrice Milica[16].

- Depuis mai 2012, un parc dans la partie orientale de la ville de Zagreb est nommé « parc Diane Budisavljević »[17]. En octobre 2017, une zone d'un parc à Sisak avec une plaque commémorative pour les enfants blessés dans le camp de Sisak est nommé « parc Diane Budisavljević »[18]. En septembre 2018, le représentant du district local de Donaustadt (un arrondissement de Vienne) décide de nommer une allée Diana-Budisavljevic Gasse[19].

- Le conseil de gestion des fonds européens de co-production Eurimages a, lors de sa 147e session, tenue du 19 au 23 juin 2017 à Bratislava, en Slovaquie, accordé 160 000 EUR pour la société de production croato-serbo-slovène The DB Campaign by Dana Budisavljević[20].

## Sources
- (hr) Ajduković, « Djelovanje Diane Budisavljević: Rad s djecom stradalom u 2. svjetskom ratu », Annual of Social work, Faculté de droit, Université de Zagreb, vol. 13, no 1,‎ octobre 2006 (ISSN 1846-5412, lire en ligne, consulté le 3 juin 2013)
- Dnevnik Diane Budisavljević : 1941-1945, Zagreb, Croatian State Archives and Public Institution Jasenovac Memorial Area, 2003, 306 p. (ISBN 978-953-6005-62-8)
- Boško Lomović, Knjiga o Dijani Budisavljević, Belgrade, Svet knjige, 2013 (ISBN 978-86-7396-445-4, lire en ligne)
- Boško Lomović, Heroine from Innsbruck – Diana Obexer Budisavljević, Belgrade, Svet knjige, 2014 (ISBN 978-86-7396-488-1, lire en ligne)
- Boško Lomović, Die Heldin aus Innsbruck – Diana Obexer Budisavljević, Belgrade, Svet knjige, 2014, 165 p. (ISBN 978-86-7396-487-4, lire en ligne)
- Jovan Mirković, Crimes against Serbs in the Independent State of Croatia - photomonograph / Злочини над Србима у Независној Држави Хрватској : фотомонографија, Svet knjige Belgrade,‎ 2014 (ISBN 978-86-7396-465-2, lire en ligne)
- Wilhelm Kuehs, Dianas Liste, Tyrolia Innsbruck, 2017 (ISBN 978-3-7022-3597-0)